# Högskoleförordningen
Högskoleförordningen är en av Sveriges regering beslutad förordning. Den är underordnad högskolelagen från 1977 som är stiftad av Sveriges riksdag. Till högskoleförordningen hör fyra bilagor. Bilaga 1 är en förteckning över de universitet och högskolor som staten är huvudman för samt deras benämningar. Bilaga 2 innehåller examensordningen som anger vilka examina som får avläggas och vilka krav studenterna ska uppfylla för respektive examen. Bilaga 3 behandlar platsfördelning på grundval av betyg och meritvärdering av betyg. Bilaga 4 innehåller vilka ämnen som får kombineras i en ämneslärarexamen.